# Іліє Оане
Іліє Оане (рум. Ilie Oană, 16 серпня 1918, Іст-Чикаго — 27 квітня 1993, Бухарест) — румунський футболіст, півзахисник клубу «Жувентус» (Бухарест). По завершенні ігрової кар'єри — тренер.
Виступав, зокрема, за клуб «Жувентус» (Бухарест), а також національну збірну Румунії. Як тренер очолював «Петролул», з яким став дворазовим чемпіоном Румунії, а також збірну Румунії.

## Клубна кар'єра
Народився 16 серпня 1918 року в місті Іст-Чикаго у США в родині румунських батьків, які емігрували з Трансільванії перед початком Першої світової війни. У 1921 році його батьки повернулися на батьківщину, оселившись у Сібіу після приєднання Трансильванії до Румунії у 1918 році.
У дорослому футболі дебютував 1935 року виступами за команду «Шоймій Сібіу», в якій провів два сезони.
До складу клубу «Жувентус» (Бухарест) приєднався 1937 року, де і грав до завершення ігрової кар'єри у 1951 році

## Виступи за збірну
1939 року дебютував в офіційних матчах у складі національної збірної Румунії.

## Кар'єра тренера
Розпочав тренерську кар'єру невдовзі по завершенні кар'єри гравця, 1952 року, очоливши тренерський штаб клубу «Петролул», в якому працював до 1964 і виграв два поспіль титули чемпіона Румунії в сезонах 1957/58 і 1958/59, а також Кубок Румунії 1962/63.
Згодом у 1965—1966 роках та, після невеликої перерви, протягом частини 1967 року був головним тренером національної збірної Румунії. Дебютувавши в домашньому матчі проти Туреччини (3:0) у відбірковому матчі Чемпіонату світу 1966 року, протягом дворічного періоду він зумів здобути перемоги у матчах з Чехословаччиною, Португалією, Швейцарією та Францією, але був звільнений після так званої «Цюрихської катастрофи», де його команда зазнала поразки від Швейцарії з рахунком 1:7 у кваліфікації до Євро-1968, провівши загалом 19 ігор в яких здобув 11 перемог і зазнав 8 поразок
Протягом тренерської кар'єри також очолював команди «Пансерраїкос», «Політехніка» (Ясси), «Університатя» (Крайова) та «Фарул».
Останнім місцем тренерської роботи був клуб «Глорія» (Бузеу), головним тренером команди якого Іліє Оане був протягом 1980 року.
Помер 27 квітня 1993 року на 75-му році життя у місті Бухарест. На його честь було названо Стадіон Іліє Оане у місті Плоєшті, а перед ним також встановлено статую тренера.

## Титули і досягнення

### Як тренера
- Чемпіон Румунії (2):

«Петролул»: 1957–1958, 1958–1959